# NGC 671
NGC 671 est une galaxie spirale située dans la constellation du Bélier. NGC 671 a été découverte par l'astronome américain Lewis Swift en 1885.

## Caractéristiques
Sa vitesse par rapport au fond diffus cosmologique est de 5 215 ± 20 km/s, ce qui correspond à une distance de Hubble de 76,9 ± 5,4 Mpc (∼251 millions d'al).
À ce jour, six mesures non basées sur le décalage vers le rouge (redshift) donnent une distance de 76,417 ± 4,454 Mpc (∼249 millions d'al), ce qui est à l'intérieur des valeurs de la distance de Hubble.
NGC 671 présente une large raie HI et c'est une galaxie active de type Seyfert 2 (Sy2). C'est une aussi galaxie active à raies d’émissions optiques étroites.
Selon la base de données Simbad, NGC 671 est une galaxie LINER, c'est-à-dire une galaxie dont le noyau présente un spectre d'émission caractérisé par de larges raies d'atomes faiblement ionisés.

## Groupe d'IC 1723
La galaxie NGC 671 fait partie du groupe d'IC 1723,. Outre IC 1723, les principales galaxies de ce groupe sont NGC 665, NGC 671 NGC 673, NGC 677, NGC 683, IC 156 et IC 162. Certaines galaxies (entre autres NGC 683) de ce groupe apparaissent dans le groupe de NGC 673 inscrit dans la liste de l'article de Garcia, d'autres (NGC 671 et NGC 677 entre autres) dans le groupe de NGC 671 inscrit dans l'article de Mahtessian. Toutes les galaxies de ces deux groupes ont été réunies dans le seul groupe d'IC 1723, la plus grosse des galaxies du groupe.